# Kaptur (strój)

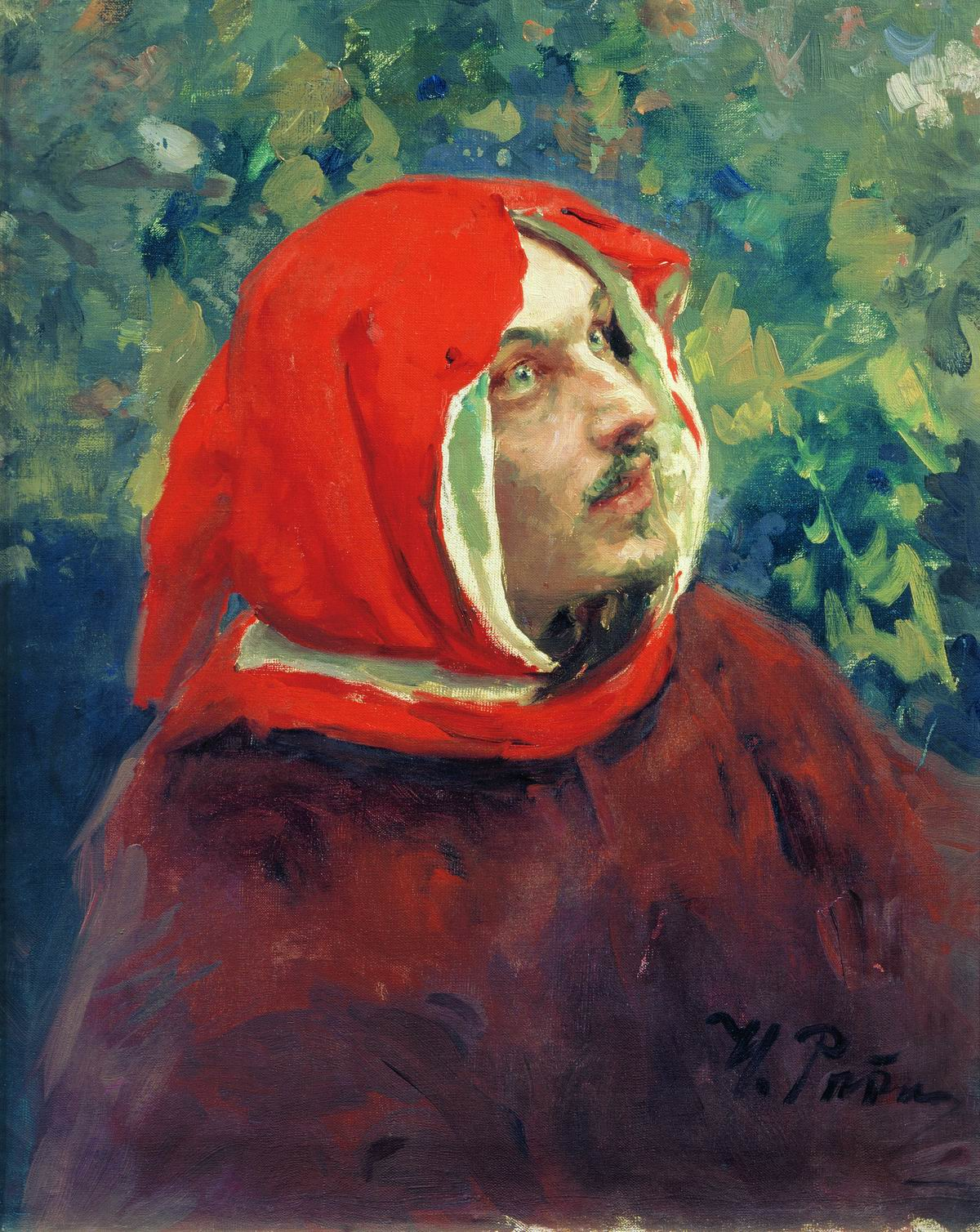
Dante na portrecie Riepina w kapturze połączonym z kołnierzem

Kaptur (od łac. cappa – nakrycie głowy, caput – głowa) – nakrycie głowy w kształcie owalnym, albo stożkowatym, połączone zwykle z górną częścią płaszcza, kurtki lub bluzy. Jego głównym zadaniem jest ochrona głowy przed niekorzystnymi warunkami atmosferycznymi: zimnem, deszczem, śniegiem, wiatrem.

## Historia
Kaptur znany był już w starożytności jednak najbardziej rozpowszechnił się w okresie średniowiecza. Wówczas to pojawiła się wersja połączona z odzieżą. W tej formie stał się elementem habitu obowiązującego w wielu zakonach rycerskich i zgromadzeniach zakonnych. W XIII w. kaptur połączony z wyciętym na ramionach kołnierzem wszedł do kanonu stroju dworskiego. W XIV-XV w. upięty w ozdobne fałdy zastępował często męski kapelusz.